# Shores of Null
Shores of Null ist eine 2013 in Rom gegründete Melodic-Death-Doom-Band.

## Bandgeschichte
Im Jahr 2013 gründete sich Shores of Null als Projekt verschiedener Musiker aus den Bands Zippo, The Orange Man Theory, Noumeno, Il Grande Scisma d'Oriente, Mens Phrenetica. Noch vor jeglichen offiziellen Veröffentlichungen bespielte die Band mehrere Festivals darunter das Metalland Festival in Rom, das Metal Park Festival in Crecchio sowie das Doom over London-Festival. Des Weiteren traten Shores of Null als Support-Act für Saturnus, Primordial und Negura Bunget auf. Darauf folgte am 24. März 2014 die Veröffentlichung des Debütalbums Quiescence unter Candlelight Records. Das Album erhielt durchschnittliche bis gute Kritiken. Noch im selben nahm die Band als Beitrag für die Compilation A Treasure to Find, Un Omaggio Ai Novembre eine Coverversion des Novembre-Songs The Dream of the Old Boats auf. Jahr 2015 gingen Shores of Null schließlich auf Headlinertour durch Sardinien, traten als Support-Act für Hooded Menace und Mourning Beloveth auf und spielten ein Konzert auf dem Eindhoven Metal Meeting. Auch im Folgejahr absolvierte Shores of Null zahlreiche Konzerte unter anderem mit Isole, Sylvaine oder Harakiri for the Sky. Währenddessen arbeitete die Band jedoch schon an einem Nachfolger für das Quiescence-Album. Dieses erschien schließlich am 14. April 2017 und ist mit Black Drapes for Tomorrow betitelt. Nach einer Headlinertour und erneuten diversen Support Shows erschien während der, durch die COVID-19-Pandemie bedingte Zwangspause, das dritte Studioalbum Beyond the Shores (Of Death and Dying) über Spikerot Records. Dieses besteht aus einem einzigen Song, welcher sich über eine Länge von 38 Minuten streckt. Des Weiteren beinhaltet das Album Gesangsbeiträge von Mikko Kotamäki (Swallow the Sun), Thomas Jensen (Saturnus) und Elisabetta Marchetti (Inno). Zusätzlich erschien für das gesamte Werk ein Musikvideo.
Gegen Ende des Jahres 2021 und im Laufe des Jahres 2022 tourte Shores of Null dann unter anderem gemeinsam mit Impure Wilhelmina durch Europa. Bei diesen Konzerten wurde Beyond the Shores überwiegend komplett gespielt. Nach vier Singleauskopplungen, Nothing Left to Burn, The Last Flower, My Darkest Years und Destination Woe, erschien am 24. März 2023 schließlich das vierte Studioalbum der Band, The Loss of Beauty erneut via Spikerot Records. Darauf folgte eine Tour also Support für Swallow the Sun, Draconian und Avatarium, die 39 Konzerte in ganz Europa beinhaltete. Mit Invenoir und Still Wave feierten Shores of Null dann nachträglich die Veröffentlichung von The Loss of Beauty bei der das gesamte Album live präsentiert wurde.

## Stil
Grundsätzlich wird die Musik von Shores of Null als eine Mischung aus, beziehungsweise ein Wechsel zwischen Death-Doom, Melodic-Black-Metal und Gothic Metal beschreiben. Grund dafür sind hauptsächlich stark variierende Tempi, sowie der Gesang, welcher sowohl aus den Black-Metal-typischen Screams, den eher im Death Doom verwendeten Growls und Klargesang, besteht. Vergleiche werden insbesondere zur fennoskandinavischen Death-Doom-Szene mit Bands wie Swallow the Sun, Draconian, Saturnus oder Katatonia gezogen.

## Diskografie
Alben
- 2014: Quiescence (Candlelight Records)
- 2017: Black Drapes for Tomorrow (Candlelight/Spinefarm Records)
- 2020: Beyond the Shores (On Death and Dying) (Spikerot Records)
- 2023: The Loss of Beauty (Spikerot Records)

Kompilation-Beiträge
- 2014: Kings of Null (Candlelight Records… Legion III, Candlelight Records)
- 2015: The Dream of the Old Boats-Novembre-Cover (A Treasure to Find, Un Omaggio Ai Novembre, Mag Music)